# École polytechnique universitaire de l'université Paris-Saclay
Polytech Paris-Saclay
Ne doit pas être confondu avec École polytechnique (France) ou École polytechnique.
L'École polytechnique universitaire de l'université Paris-Saclay, dite aussi Polytech Paris-Saclay (anciennement l'Institut de formation d'ingénieurs de l'université Paris-Sud 11 ou IFIPS) est l'une des 204 écoles d'ingénieurs françaises accréditées au 1er septembre 2020 à délivrer un diplôme d'ingénieur.

## Présentation
Intégrée à l'université Paris-Saclay, située à la Maison de l'ingénieur (bâtiment 620 du Centre scientifique d'Orsay) sur le campus universitaire Paris-Saclay (au cœur de l'université Paris-Saclay et de CentraleSupélec), elle se trouve dans le cluster technologique Paris-Saclay. 
Polytech Paris-Saclay est habilitée à délivrer le diplôme d'ingénieur dans quatre spécialités : électronique et systèmes robotiques, informatique, matériaux et photonique et systèmes optroniques.
Outre le cursus traditionnel, Polytech Paris-Saclay forme des ingénieurs par la voie de l'alternance, en partenariat avec l'ITII Île-de-France, en apprentissage ou en formation continue.

## Historique
Polytech Paris-Saclay est issue du regroupement d'écoles d'ingénieurs des écoles internes à l'ancienne université Paris-Sud (FIIFO, NFIO, FIUPSO, NFI-TEAN).
Le 19 mars 2009, l'IFIPS est devenu membre du réseau Polytech et a pris pour nom Polytech Paris-Sud le 1er janvier 2010.
Le 1er janvier 2020, Polytech Paris-Sud intègre la nouvelle université Paris-Saclay et devient Polytech Paris-Saclay,.

## Enseignement

### Filière étudiant
La filière étudiant est la voie la plus classique d'accès au titre d'ingénieur diplômé, où l'élève a le statut d'étudiant. Son recrutement s'effectue au niveau bac+2, et le diplôme est délivré après trois ans d'études, divisées en trois sections : les enseignements de tronc commun, les enseignements de spécialité et les stages.

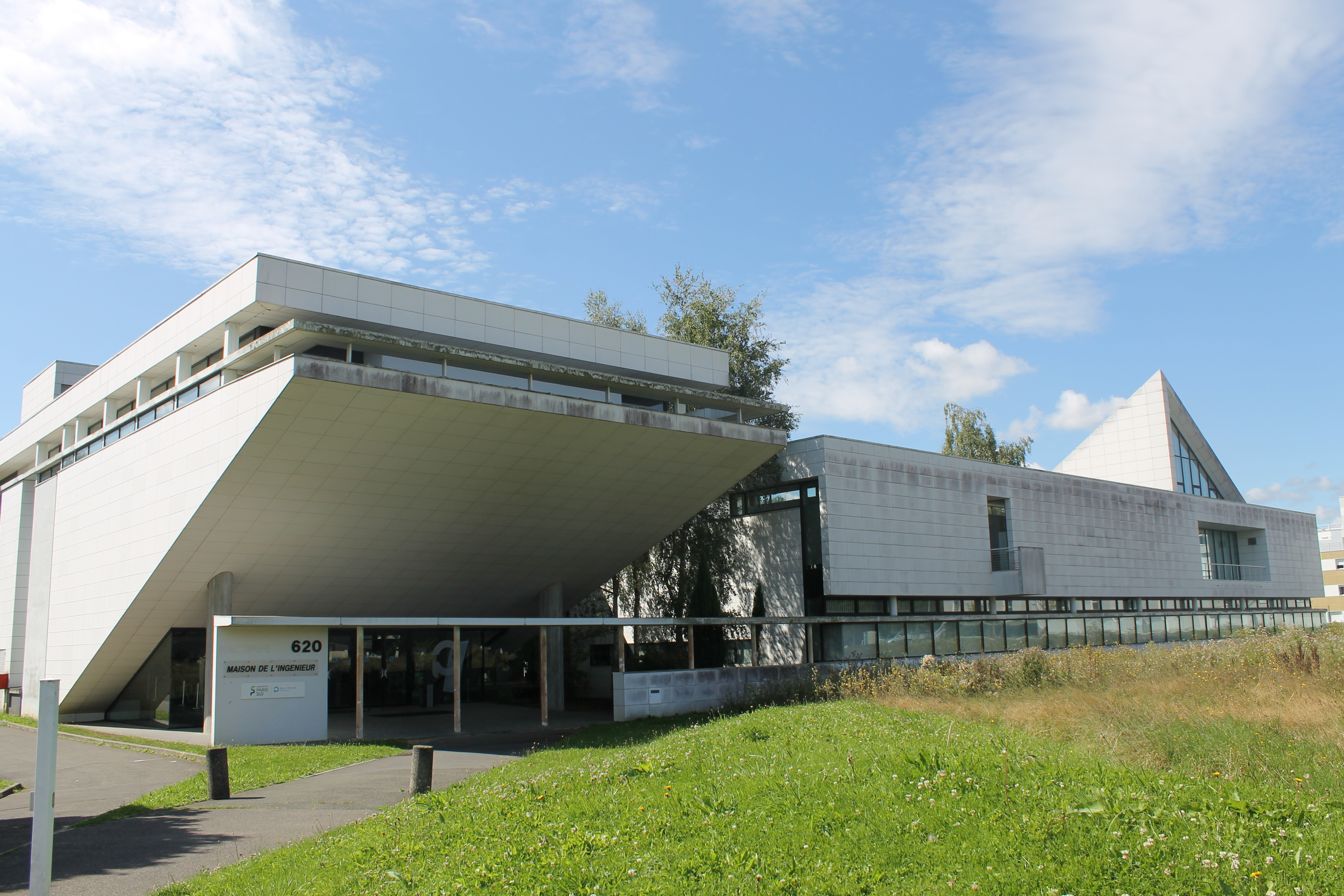
La Maison de l'ingénieur, bâtiment de l'École polytechnique universitaire de l'université Paris-Sud, sur le campus universitaire Paris-Saclay, en août 2014.

Les enseignements de tronc commun réunissent l'ensemble des élèves de la filière étudiant. Ils couvrent quatre domaines : les sciences de base (mathématiques, physique, physique quantique, informatique), l'économie-gestion, la communication et les langues (anglais et une autre langue).
Les enseignements de tronc commun constituent l'intégralité du premier semestre du cursus. Ce n'est d'ailleurs qu'à l'issue de ce semestre que les élèves déterminent définitivement leur spécialité. Pour autant, les enseignements de tronc commun ne disparaissent pas à l'issue du premier semestre, mais au contraire se prolongent à temps partiel (un à deux jours par semaine) jusqu'à la dernière année.
En filière étudiant, quatre spécialités sont offertes : électronique, informatique, matériaux et optronique.
Les stages peuvent être effectués à l'étranger grâce aux nombreux contacts acquis par l'école et grâce aux aides financières de l'université. De nombreuses destinations sont accessibles : États-Unis, Canada, Australie, Angleterre, Allemagne, Irlande, Pays-Bas, Taïwan, Viêt Nam, etc.

### Filière apprentissage
Il est possible d'effectuer, au sein de Polytech Paris-Saclay, un cursus en alternance, et d'obtenir ainsi un diplôme d'ingénieur de l'université Paris-Saclay en partenariat avec l'ITII Île-de-France et le CFA Paris-Saclay.
Le cursus des apprentis est de 3 ans en alternance, se déroulant à la fois à Polytech Paris-Saclay et dans une entreprise qui accueille et forme l'apprenti. Le recrutement s'effectue au niveau bac+2 ou bac+3, et le diplôme est délivré après trois ans d'études, divisées en trois sections : les enseignements de tronc commun, les enseignements de spécialité et les séquences industrielles.
Le recrutement se fait sur dossier et entretien. Il s'adresse essentiellement aux titulaires d'une licence dans un domaine proche des spécialités proposées, d'un BUT (dès la fin du BUT2 pour les meilleurs dossiers) et aux étudiants ayant suivi et validé le cycle préparatoire du réseau Polytech, bien que les titulaires d'autres diplômes à bac+2 puissent être candidats.
Les enseignements de tronc commun réunissent l'ensemble des apprentis, quelle que soit leur spécialité. Ils couvrent quatre domaines : les mathématiques, l'économie-gestion, la communication et les langues (anglais et une autre langue).
Quatre spécialités techniques peuvent être choisies par les apprentis : 
- électronique et systèmes robotisés,
- informatique et ingénierie mathématique,
- matériaux : mécanique et énergie
- photonique et systèmes optroniques.

Les enseignements de spécialité se déroulent sur le pôle technologique de Cachan en génie électrique, à la Maison de l'Ingénieur à Orsay pour les informaticiens, et à cheval sur Orsay et Cachan pour les optroniciens.

### Filière de formation continue
Polytech Paris-Saclay propose aux techniciens supérieurs possédant au minimum trois ans d’expérience professionnelle d’acquérir un diplôme d’ingénieur reconnu par la Commission des Titres d’Ingénieur délivré par Polytech Paris-Saclay en partenariat avec l’ITII Île-de-France. L'objectif de la formation est de former des ingénieurs de terrain possédant à la fois une solide culture scientifique et technique et une bonne connaissance de l’entreprise et des techniques de management leur permettant de s’adapter aux évolutions technologiques des entreprises.
Trois spécialités techniques peuvent être choisies par les auditeurs de formations continues : génie électrique, informatique et optronique
L’enseignement académique comporte 1 200 heures de formation sur 18 mois à temps partiel (jeudi, vendredi et samedi matin), suivies de 6 mois de mise en situation d’ingénieur à temps plein en entreprise.
La formation débute par une période d’intégration / remise à niveau d’une durée de 4 mois. La durée totale de la formation est de 2 ans.
La formation s’adresse aux techniciens supérieurs titulaires d’un diplôme bac+2 (DUT, BTS, DEUG…) ayant au moins trois ans d’expérience professionnelle. La sélection des candidats se fait sur dossier, entretien et tests. L’admission définitive est prononcée à l’issue de la période d’intégration / remise à niveau par un jury mixte université/entreprise.

### Le cycle préparatoire
Le cycle préparatoire, appelé Parcours des écoles d'ingénieurs Polytech (PeiP), dure 2 ans. Physique, chimie, mathématiques et informatique en sont les matières principales. À ceci viennent s'ajouter des modules choisis par l'étudiant afin de découvrir les différentes spécialités de l'école, ainsi que des langues vivantes. À la fin de la 1re année, l'étudiant effectue un stage de 4 semaines d'initiation au monde de l'entreprise.

## Vie associative
Polytech Paris-Saclay possède une vie associative variée. La proximité de l'université Paris-Saclay et de nombreuses écoles d'ingénieurs à travers le pôle Paris-Saclay (CentraleSupélec, SupOptique, Polytechnique, etc.) permet d'avoir des contacts associatifs à l'extérieur.

## Alumni

### Association des anciens: ADIPS
L'ADIPS, Association Des Ingénieurs de Polytech Paris-Saclay, est l'association des anciens de Polytech Paris-Saclay et des anciennes écoles d'ingénieur internes de l'université Paris-Sud.

### Alumni célèbres
- Clara Matéo, spécialité Matériaux promotion 2020, footballeuse internationale française